# Bartolomeo Bacilieri

Wappen von Bartolomeo Kardinal Bacilieri

Bartolomeo Kardinal Bacilieri (* 28. März 1842 in Breonio, Provinz Verona, Italien; † 14. Februar 1923 in Verona) war von 1888 bis 1923 Bischof von Verona.

## Leben
Bartolomeo Bacilieri studierte Katholische Theologie an Bischöflichen Seminar in Verona und promovierte anschließend am Almo Collegio Capranica in Rom zum Doktor der Theologie. Nach seiner Priesterweihe, die er in Rom empfing, war er zunächst Dozent am Seminar in Verona und war zudem von 1868 bis 1888 dessen Regens. Darüber hinaus war er von 1878 bis zu seiner Ernennung zum Bischof Domkapitular an der Kathedrale zu Verona.
Am 1. Juni 1888 ernannte ihn Papst Leo XIII. zum Titularbischof von Nisa in Lycia und zum Koadjutorbischof im Bistum Verona. Die Bischofsweihe spendete ihm Kardinalstaatssekretär Mariano Rampolla del Tindaro am 10. Juni desselben Jahres in der Kapelle des Collegio Capranica in Rom; Mitkonsekratoren waren Alessandro Sanminiatelli Zabarella und Vincenzo Vannutelli. Am 12. März 1900 folgte er dem verstorbenen Luigi di Canossa auf dem Bischöflichen Stuhl in Verona nach.
Papst Leo XIII. kreierte ihn im Konsistorium vom 15. April 1901 zum Kardinal und ernannte ihn kurz darauf zum Kardinalpriester mit der Titelkirche San Bartolomeo all’Isola.
Kardinal Bacilieri nahm am Konklave 1903 teil, das Papst Pius X. wählte, ebenso am Konklave 1914, das Papst Benedikt XV. erwählte, und am Konklave 1922, das Papst Pius XI. auf den Stuhl Petri erhob.